# ビジャマルティン・デ・ドン・サンチョ
ビジャマルティン・デ・ドン・サンチョ（Villamartín de Don Sancho）は、スペイン、カスティーリャ・イ・レオン州、レオン県、ティエラ・デ・サアグン（Tierra de Sahagún）地域の自治体。

## 人口
| ビジャマルティン・デ・ドン・サンチョの人口推移 1900－2010 |
|                                                           |
| 出典:INE（スペイン国立統計局）1900年 - 1991年、1996年 -   |

## 政治
自治体首長はUPL（Unión del Pueblo Leonés、レオン住民連合）のレオニーサ・デ・ルーカス・ゴメス（Leonisa de Lucas Gómez） で、自治体評議員は、UPL：4、カスティーリャ・イ・レオン国民党（Partido Popular de Castilla y León、PPCyL）：1となっている（2011年5月22日の自治体選挙結果、得票順）（この自治体の投票形式はドント方式ではなく、獲得票と獲得議席が相関関係にないため、過去のデータは割愛）。
| 2011年5月22日自治体選挙 |        |        |          |
| 政党                    | 得票数 | 得票率 | 獲得議席 |
| UPL                     | 88     | 56.41% | 4        |
| PP                      | 50     | 32.05% | 1        |
| PSOE                    | 11     | 7.05%  | 0        |

### 司法行政
ビジャマルティン・デ・ドン・サンチョはサアグン司法管轄区に属す。